# Villa Gotthold Schilling
Die Villa des Prokuristen Gotthold Schilling liegt im Stadtteil Alt-Radebeul des sächsischen Radebeul, in der Meißner Straße 59.

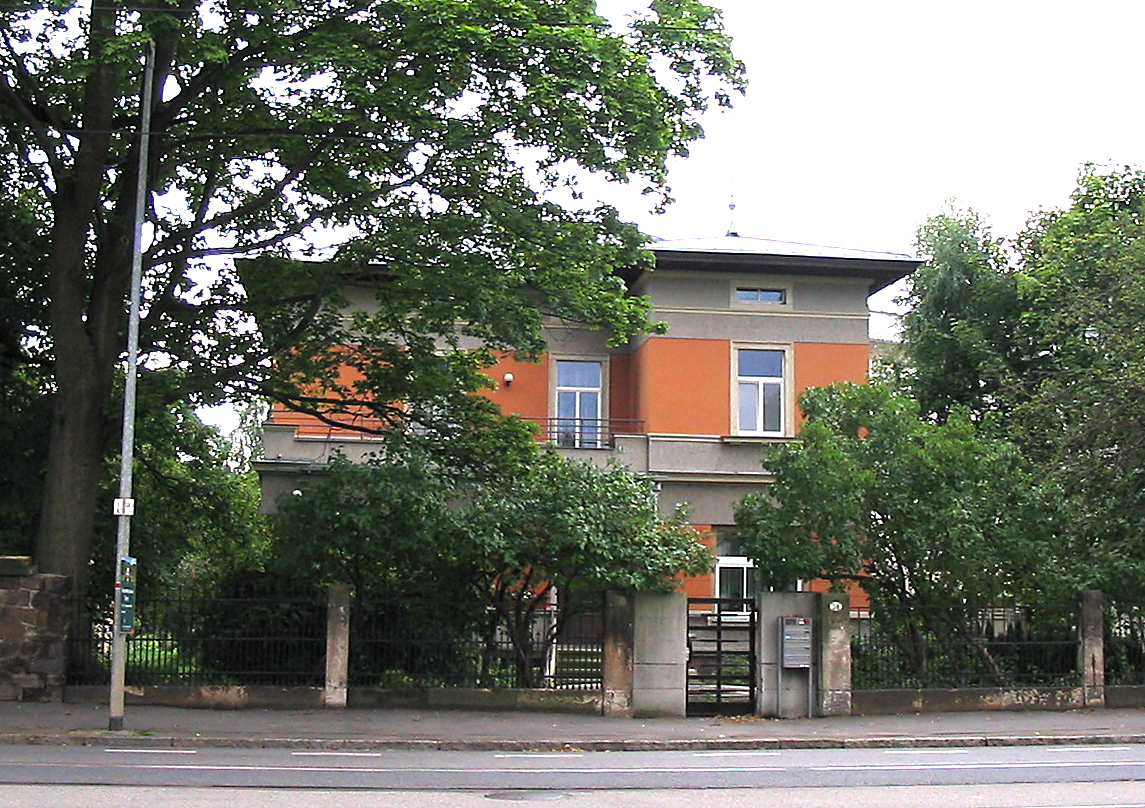
Villa von Gotthold Schilling

Die Villa ist eines der seltenen Radebeuler Gebäude im Stil der Neuen Sachlichkeit. Der seinerzeitige Umbau „wahrte gestalterisch bemerkenswert sicher die Balance zwischen neuen Elementen und jenen der Entstehungszeit“.

## Beschreibung

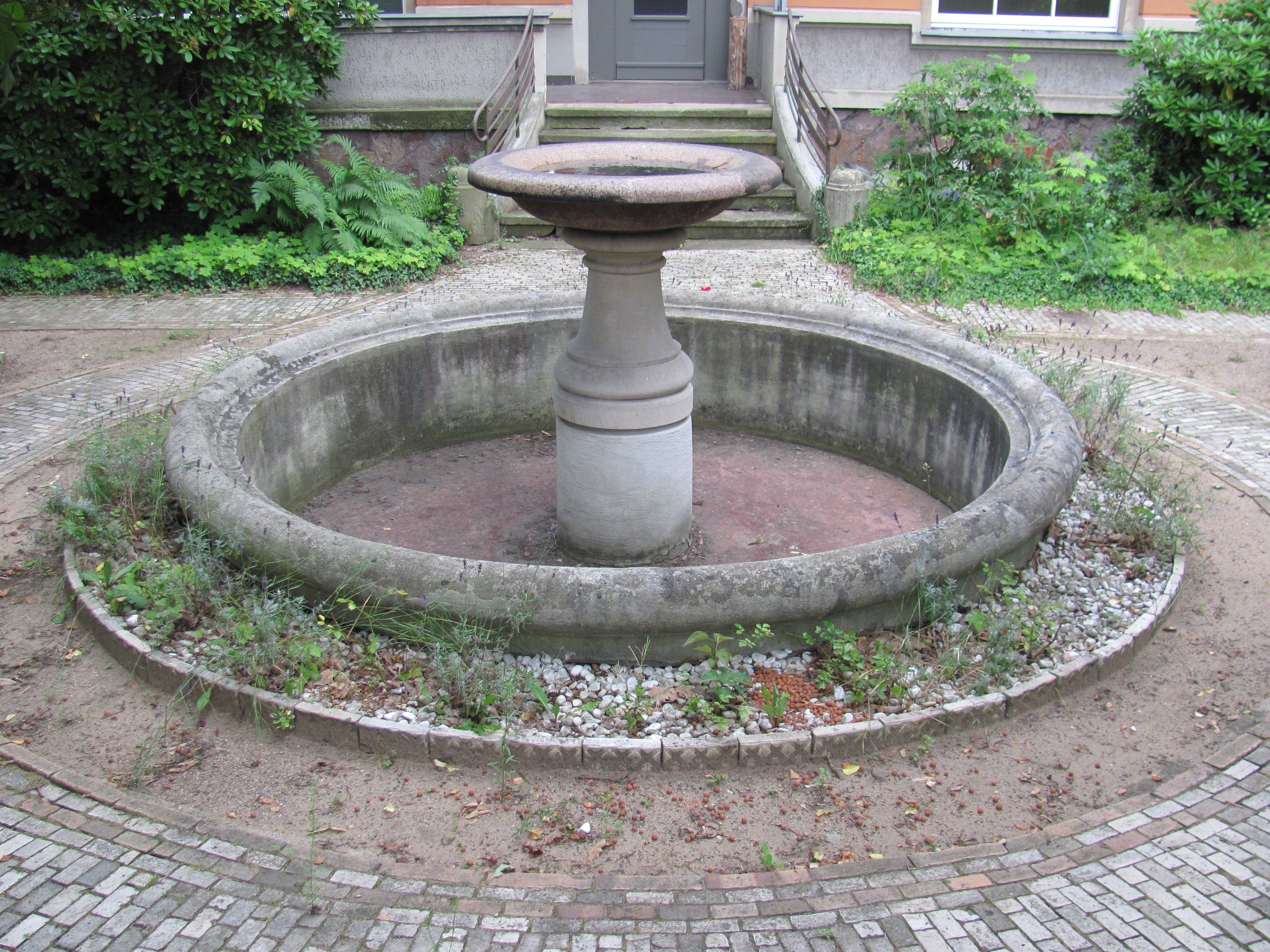
Villa von Gotthold Schilling, Schalenbrunnen im Vorgarten

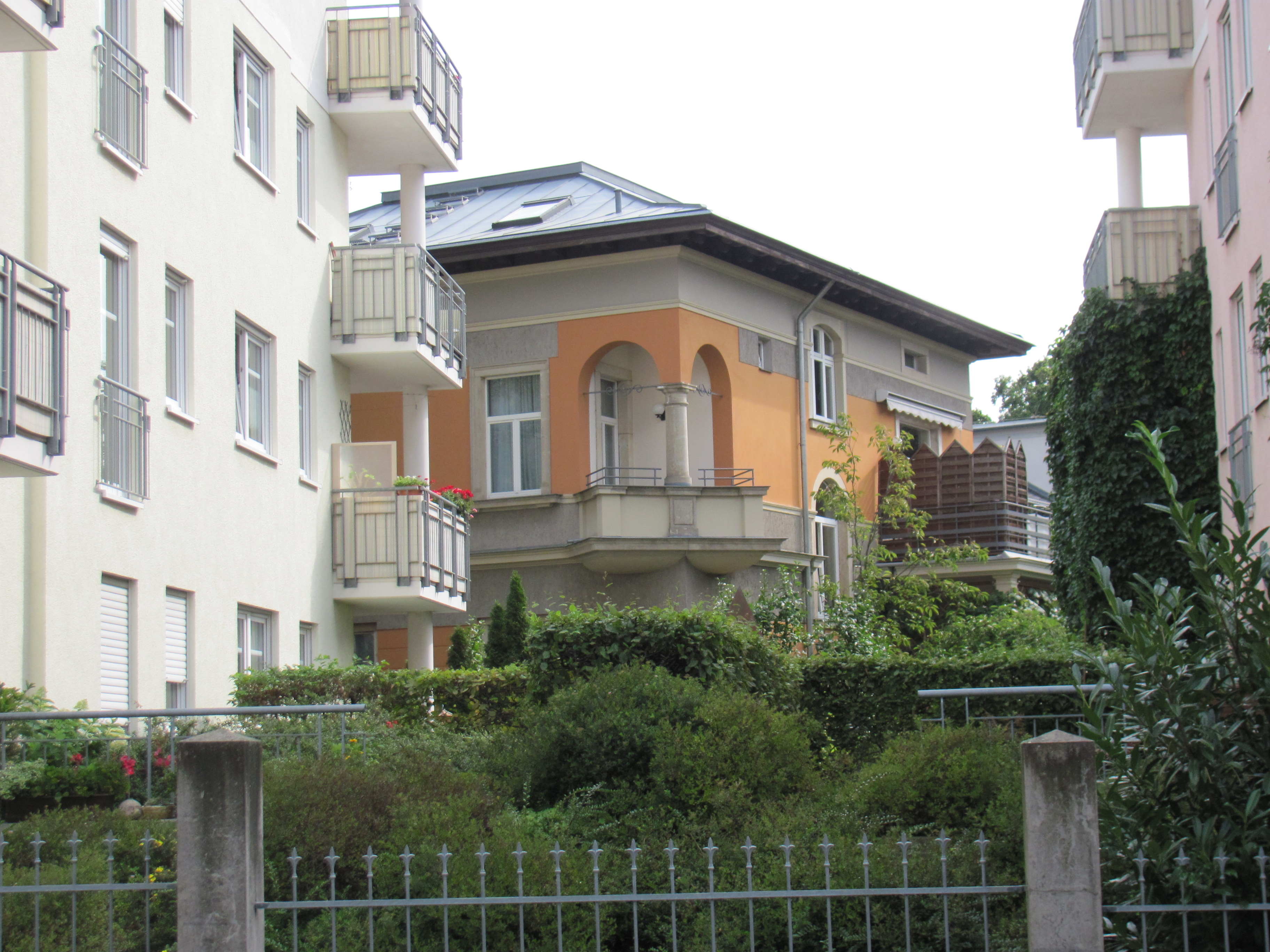
Die Villa von der Louisenstraße aus

Die auf Antrag des Radebeuler Prokuristen Gotthold Schilling 1893 erbaute historistische Villa an der Meißner Straße wurde Ende der 1920er Jahre umgebaut und dabei stark verändert, insbesondere die Horizontale wurde stark betont.
Die mit Brunnen im Vorgarten und der Einfriedung denkmalgeschützte, zweigeschossige Villa hat ein Drempelgeschoss und ein abgeplattetes, flach geneigtes Walmdach. In der Straßenansicht befindet sich auf der rechten Seite ein Seitenrisalit, die linke Seite bildet eine massive Veranda mit Eingang, darüber ist ein Austritt mit einem Eisengitter im Stil der 1920er Jahre. Auf der Rückseite des Hauses befindet sich der Eingang nebst Eckloggia und Balkon.
Der auf einem Natursteinsockel stehende Putzbau erhielt bei seinem Umbau in den 1920er Jahren zusätzliche horizontale Putzstrukturen. Das schlichte Eisentor mit horizontalen Streben steht zwischen zwei kräftigen Kunststeinblöcken, die restliche Einfriedung besteht aus Lanzettzaunfeldern zwischen Sandsteinsäulen. Im Garten vor dem Haus steht ein Brunnen aus der Bauzeit des Hauses.